# 10-й отдельный разведывательный авиационный полк
10-й отдельный разведывательный авиационный Краснознамённый Московско-Кёнигсбергский ордена Суворова полк — воинская часть Вооружённых сил СССР в Великой Отечественной войне.

## История

### 38-я отдельная разведывательная авиационная эскадрилья
Полк ведёт свою историю от 38-й отдельной разведывательной эскадрильи Западного фронта, сформированной 28.07-06.08.1941 г. на аэродроме Монино на базе 430-го штурмового авиационного полка. Экипажи для эскадрильи были набраны из сотрудников НИИ ВВС, успевших получить боевой опыт в первые дни войны в составе 430 шап. Командиром эскадрильи стал подполковник, что свидетельствует об особой важности задач формируемого подразделения. Эскадрилья состояла из двух отрядов: разведывательного на оснащённых фотооборудованием самолётах Як-4, МиГ-3, Пе-2Р, и отряда прикрытия нас самолётах ЛаГГ-3. 38 ораэ была одним из первых подразделений, получивших на вооружение самолёты-разведчики Пе-2Р.
04.08.1941 г. эскадрилья начала боевую работу с аэродрома Новое Село в окрестностях Вязьмы. Велась в основном разведка колонн противника на дорогах. Также совершались вылеты на разведку аэродромов противника, городов Могилёв, Орша, Смоленск, Витебск и Ярцево.
К концу августа 1941 г. большинство самолётов были сбиты или получили повреждения, и часть лётчиков отправили обратно в НИИ ВВС. В сентябре эскадрилья была пополнена, в неё влились остатки расформированного 314-го отдельного разведывательного авиаполка.
В начале октября 1941 г. ценой больших потерь (в бою были сбиты 5 самолётов) эскадрилья сумела обнаружить прорыв советской обороны в районе станции Никитинка и точно установить состав наступающей группировки противника.
К началу ноября 1941 г. три лётчика 38 ораэ совершили по 50 боевых вылетов каждый. Они были представлены к званию Героя Советского Союза, но были награждены орденами Ленина.
В январе 1942 г. из-за больших потерь эскадрилья стала практически небоеспособна и была выведена на переформирование. 13.01.1942 г. эскадрилья переформирована в 3-й отдельный разведывательный авиаполк.
За время боевой работы погибли или пропали без вести 13 лётчиков, 7 лётчиков-наблюдателей и 5 стрелков.

### 3-й отдельный разведывательный авиационный полк
Полк был оснащён самолётами Пе-2, Пе-3, ЛаГГ-3.
За 3 месяца боев 3 орап совершил 232 боевых вылета. При этом 7 самолётов не вернулись с боевых заданий, 3 потеряны в катастрофах и 6 — в авариях (1 потеря на 15 вылетов). После понесённых потерь переформирован в 1-ю отдельную дальнюю разведывательную эскадрилью.

### 1-я отдельная дальняя разведывательная эскадрилья
18.06.1942 г. эскадрилья обращена на формирование 10-го отдельного разведывательного авиаполка.

### 10-й отдельный разведывательный авиационный полк
Первоначально полк располагал двумя эскадрильями на самолётах Пе-2 и Пе-3. В декабре 1942 г. добавилась эскадрилья ближней разведки на Ил-2, прибывшая из 566-го штурмового авиаполка. Позже в состав была включена ночная разведывательная эскадрилья на По-2. Полк действовал в составе 1-й Воздушной армии на Западном, затем на 3-м Белорусском фронтах. Именовался также как 10-й дальнеразведывательный авиационный полк.
В 1942-43 годах полк совершал боевые вылеты на разведку в районы Гжатск, Карманово, Вязьма, Сычёвка, Ржев, Погорелое Городище, Туманово, Смоленск, Рославль, Спас-Деменск, Ярцево, Болхов, Брянск, Карачев, Юхнов, Ельня, Дорогобуж, и др. Основной целью разведки были укреплённые оборонительные рубежи, скопления войск и аэродромы противника.
Зимой 1943—1944 гг. проводилась разведка в районе Витебска и Орши, в целях сбора информации о противнике для планирования операции «Багратион». Позже принимал активное участие в Витебско-Оршанской и Минской наступательных операциях. В январе-мае 1945 года участвовал в Восточно-Прусской стратегической наступательной операции.
За активное участие в битве за Москву полк был удостоен почётного наименования «Московский». Это единственная авиационная часть, получившая такое звание.
19 июня 1943 г. за образцовое выполнение воинских заданий и проявленные при этом мужество и доблесть полк был награждён орденом Красного Знамени.
19 февраля 1944 г. за выполнение ответственных заданий командования по воздушной разведке противника в Восточной Пруссии полк был награждён орденом Суворова III степени.
17 мая 1945 г. за отличия в боях при овладении городом и крепостью Кёнигсберг полку присвоено почётное наименование «Кенигсбергский».

### Послевоенный период
После войны базировался в городе Щучин Гродненской области. В 1968 г. одна из эскадрилий принимала участие в операции «Дунай» — интервенции в Чехословакию. В 1983—1984 гг. 2-я эскадрилья выполняла боевые задачи в Афганистане. Расформирован в 1994 г. Правопреемником является 3-я (разведывательная) эскадрилья 116-й гвардейской штурмовой авиационной базы ВВС республики Беларусь.

## Период вхождения с состав Действующей армии
В составе действующей армии:
- 15.08.1941 — 13.01.1942 (38 ораэ)[6]
- 13.01.1942 — 28.05.1942 (3 орап)[7]
- 28.05.1942 — 18.06.1942 (1 одраэ)[6]
- 18.06.1942 — 09.05.1945 (10 орап)[7]

## Подчинение
Полк (эскадрилья) входил в состав:
| Дата                    | Подчинение           | Примечания |
| ----------------------- | -------------------- | ---------- |
| 06.08.1941 — 12.1942    | Западный фронт       |            |
| 01.01.1942              | В резерве Ставки ВГК |            |
| 01.1942 — 05.05.1942    | Западный фронт       |            |
| 05.05.1942 — 09.05.1945 | 1-я воздушная армия  |            |

## Командиры полка (эскадрильи)
- Малышев Николай Иосифович, подполковник (06.08.1941 — 28.03.1942)
- Чувило Василий Михайлович, майор (28.03.1942 — 09.05.1942)
- Жигарьков Василий Иванович, майор (09.05.1942 — 20.10.1942)
- Родин Александр Карпович, майор, подполковник (20.10.1942 — 05.1946)

## Герои Советского Союза и полные кавалеры Ордена Славы
| Ф. И. О.                                                  | Звание и должность на момент награждения                                           | Дата награждения | Номер медали «Золотая Звезда» | Примечания |
| --------------------------------------------------------- | ---------------------------------------------------------------------------------- | ---------------- | ----------------------------- | --- |
| Ахмаметьев Андрей Алексеевич (16(29).03.1917-09.10.1968   | Капитан, заместитель командира эскадрильи 10-го отдельного разведывательного полка | 23.02.1945       | 6133                          | Совершил около 250 боевых вылетов. После войны продолжал службу в авиации. Вышел в запас в 1956 г. в звании подполковника. Жил в Ленинграде. |
| Ашин Александр Сергеевич (23.10.1915 — 05.12.1974)        | Старший сержант, воздушный стрелок-радист 10-го отдельного разведывательного полка |                  |                               | Кавалер ордена Славы трёх степеней. Совершил 211 боевых вылетов, сбил 5 самолётов противника. После войны жил в г. Муром. |
| Бабушкин Александр Васильевич (10.12.1920 — 25.09.1976    | Капитан, штурман эскадрильи 10-го отдельного разведывательного полка               | 19.04.1945       | 6231                          | Совершил 167 боевых вылетов. После войны продолжал службу в авиации. Вышел в запас в 1977 г. в звании подполковника. Жил в Москве. |
| Балабанов Анатолий Иванович (01.01.1912 — 25.05.1980)     | гв. майор, командир эскадрильи 135-го гвардейского бомбардировочного авиаполка     | 29.06.1945       | 6349                          | Служил в 10 орап в 1942—1944 гг. Награждён званием Героя Советского Союза позднее, в период службы в другом соединении. За время войны совершил 322 боевых вылета на бомбардировку и разведку. В 1954 г. вышел в запас в звании подполковника. Жил в Брянске. |
| Глушков Иван Васильевич (28.12.1918 — 26.12.1988)         | Майор, командир эскадрильи 10-го отдельного разведывательного полка                | 19.04.1945       | 6139                          | К 28 февраля 1945 г. совершил 317 боевых вылетов. Вышел в запас в 1960 г. в звании подполковника. Жил в Омске. |
| Демидов Василий Александрович (12.04.1921 — 11.06.1989)   | Старший лейтенант, командир звена 10-го отдельного разведывательного полка         | 19.04.1945       | 6248                          | За время войны совершил 244 боевых вылета. Вышел в запас в 1961 г., полковник. Жил в Витебске. |
| Иванов Александр Степанович (22.11.1919 — 04.05.1986)     | Старший лейтенант, лётчик-наблюдатель 10-го отдельного разведывательного полка     | 29.06.1945       | 8763                          | К апрелю 1945 года совершил 264 боевых вылета, из них 150 вылетов на дальнюю и ближнюю разведку. В воздушных боях лично сбил 5 самолётов. Вышел в запас в 1964 г. в звании полковника. Жил в Пскове. |
| Каминский Иван Илларионович (08.11.1919 — 6 октября 1976) | Старший лейтенант, командир звена 10-го отдельного разведывательного полка         | 29.06.1945       | 8845                          | К марту 1945 года совершил 239 боевых вылетов, из них 159 вылетов на разведку. С 1947 г. — в запасе. Жил в Минске. |
| Кибалко Василий Васильевич (14.01.1918 — 01.10.1992)      | Капитан, заместитель командира эскадрильи 10-го отдельного разведывательного полка | 25.05.1943       | 1012                          | Звание присвоено за 100 успешных боевых вылетов на бомбардировку и дальнюю разведку. После окончания войны продолжил службу в авиации, вышел в запас в 1978 г. в звании полковника. Жил в Москве. |
| Кононенко Василий Иванович (09.04.1921 — 01.06.1997)      | Капитан, штурман звена 10-го отдельного разведывательного полка                    | 1943             |                               | К моменту награждения выполнил 196 успешных боевых вылетов, из них 113 на дальнюю разведку. С экипажем сбил 3 самолёта противника. После войны преподавал в Военно-воздушной академии им. Ю. А. Гагарина, в 1969—1973 гг. — старший преподаватель кафедры тактики разведывательной авиации, кандидат военных наук, доцент. С 1973 г. — в запасе. Жил в посёлке Монино Московской области.                                    |
| Лукьянцев Василий Петрович (21.08.1913 — 23.06.1998)      | Капитан, заместитель командира эскадрильи 10-го отдельного разведывательного полка | 04.02.1944       | 3615                          | Звание героя присвоено за 167 успешных боевых вылетов (86 на разведку), лично сбил 1 самолёт, с экипажем 2 самолёта, в групповом бою — 5 самолётов. Вышел в запас в 1957 г. в звании подполковника. Жил в Астрахани. |
| Михеев Григорий Яковлевич (07.01.1919 — 05.02.1945)       | Капитан, штурман звена 10-го отдельного разведывательного полка                    | 24.05.1943       | 1013                          | К моменту награждения совершил 114 успешных боевых вылетов на разведку и бомбардировку. Погиб 05.02.1945 г. при выполнении боевого задания. Похоронен в Калининграде. |
| Перетятько Гавриил Ильич (05.06.1920 — 06.06.1946)        | Старшина, воздушный стрелок-радист 10-го отдельного разведывательного полка        |                  |                               | Кавалер ордена Славы трёх степеней. Совершил 118 боевых вылетов в составе 603 ббап. Когда самолёт был сбит над оккупированной территорией, уничтожил 2 немцев, захватил их оружие и вместе со своим экипажем перешёл линию фронта. В 10 орап с мая 1942 г., к концу войны совершил около 300 боевых вылетов на разведку. В 1945 г. демобилизован, жил в селе Новоспасовка (Осипенко) Бердянского района Запорожской области. |
| Петруновский Михаил Данилович (31.08.1921 — 01.08.1995)   | Сержант, воздушный стрелок-радист 10-го отдельного разведывательного полка         |                  |                               | Кавалер ордена Славы трёх степеней. К 20 апреля 1945 г. совершил 117 боевых вылетов на разведку и фотографирование. В 1946 г. демобилизован. Жил в посёлке городского типа Мироновский Донецкой области. |
| Селиверстов Фёдор Петрович (18.06.1917 — 14.10.2000)      | Капитан, заместитель командира эскадрильи 10-го отдельного разведывательного полка | 23.02.1945       | 6211                          | К моменту награждения совершил 157 боевых вылетов на самолёте Ил-2 на разведку, фотографирование и бомбардировку. С 1947 г. прикомандирован к Осоавиахиму с оставлением в кадрах армии. 1958 г. — в запасе. Жил в городе Кагул Молдавской ССР. |
| Сметанин Григорий Андреевич (22.01.1918 — 20.11.1987)     | Капитан, старший лётчик-наблюдатель 10-го отдельного разведывательного полка       | 23.02.1945       | 6123                          | К сентябрю 1944 г. совершил 180 боевых вылетов на разведку, фотографирование и бомбардировку. В 1960 г. вышел в запас в звании полковника. Жил в Костроме. |
| Харитонов Владимир Михайлович (07.01.1919 — 14.03.1996)   | Старший лейтенант, командир звена 10-го отдельного разведывательного полка         | 23.02.1945       | 6238                          | За годы войны совершил 296 боевых вылетов на разведку и штурмовку противника, в воздушных боях сбил 7 вражеских самолётов. После Победы остался в ВВС, с 1960 г. — в запасе. Жил в городе Горьком. |

## Известные люди, служившие в полку
Буланов Владимир Петрович (р. 19.02.1919), впоследствии генерал-лейтенант, главный штурман ВВС СССР.

## Современные находки разбившихся в 1941—1945 гг. самолётов полка
1. Пе-2. Деревня Макаренцы Могилёвского района республики Беларусь. Экипаж: лётчик Марусенко Василий Петрович, лётчик-наблюдатель Павловский Владимир Иванович, стрелок-радист Ахмадулин Усман Мухамедьевич. Самолёт найден в 2013 г.[11]